# Wissenschaftsjahr 1516
Liste der Wissenschaftsjahre

◄◄ | ◄ | 1512 | 1513 | 1514 | 1515 | Wissenschaftsjahr 1516 | 1517 | 1518 | 1519 | 1520 | ► | ►►

Weitere Ereignisse
Dieser Artikel behandelt das Wissenschaftsjahr 1516.

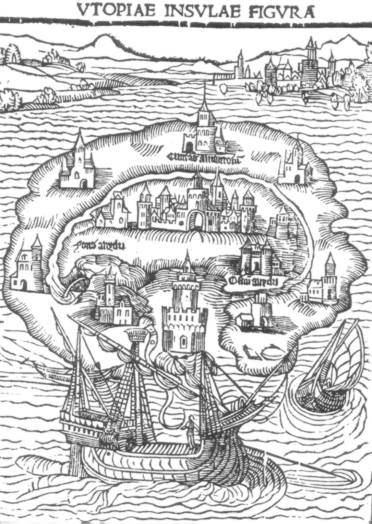
Thomas Morus – Utopia, Holzschnitt in der Ausgabe von 1516

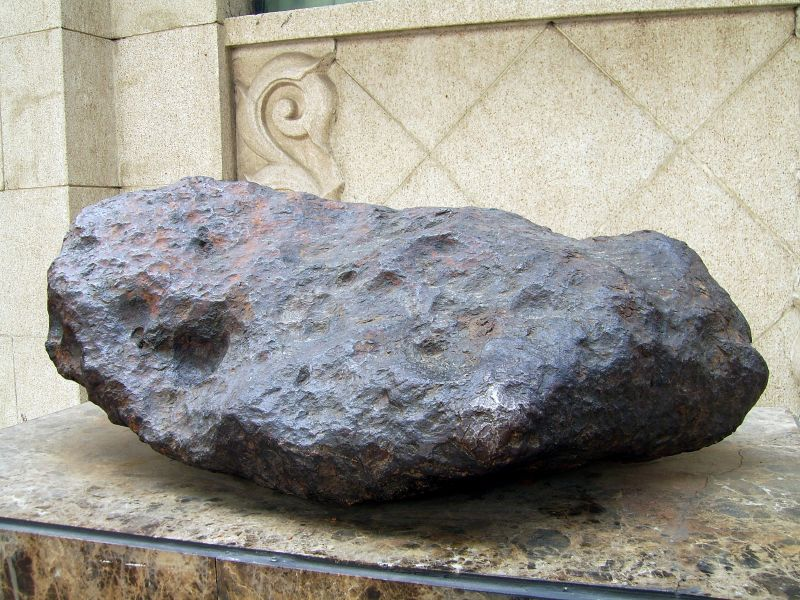
Teil des Nantan-Meteoriten

## Ereignisse

### Geisteswissenschaften

#### Philosophie
- Dezember: Thomas Morus’ staatstheoretisches Werk Utopia wird auf Betreiben des Erasmus von Rotterdam in Löwen in lateinischer Sprache erstmals veröffentlicht. Der philosophische Dialog mit der Schilderung einer idealen Gesellschaft gibt den Anstoß für die Entstehung des Genres der Utopie und des utopischen Romans. In dem Werk wird unter anderem die Abschaffung des Privateigentums und eine Art bedingungsloses Grundeinkommen diskutiert.
- Erasmus von Rotterdam verfasst in Löwen sein pädagogisches Hauptwerk Institutio Principis Christiani (Die Erziehung des Christlichen Fürsten). Dieser Fürstenspiegel ist ein Leitfaden für eine friedliche Politik auf der Basis christlich moralischer Grundsätze.

### Naturwissenschaften

#### Astronomie
- Der Fall des Meteoriten Nantan wird von der Bevölkerung der Provinz Guangxi (Kaiserreich China) beobachtet.[1] Der Eisenmeteorit zerplatzt beim Eintritt in die Atmosphäre und die Bruchstücke fallen auf ein Gebiet von 28 × 8 km Ausdehnung im zur Stadt Hechi gehörenden Kreis Nandan nieder. Der Nantan-Meteorit stammt aus dem Asteroidengürtel und wird seit 2006 als grober Oktaedrit der Gruppe IAB-MG klassifiziert. Bislang wurden 9,5 Tonnen gefunden, das schwerste Fragment wiegt 2 t. Aufgrund des langen Aufenthaltes in feuchter Umgebung sind die Fundstücke stark verwittert und brüchig.

#### Geowissenschaften

##### Geographie / Entdeckungen
- Der Spanier Juan Díaz de Solís erreicht vermutlich als erster Europäer mit seiner aus drei Karavellen bestehenden Expedition die Mündung des Río de la Plata und damit das Gebiet der heutigen Staaten Uruguay und Argentinien. Er segelt mit zwei Offizieren und sieben Matrosen den Fluss hinauf und landet in der Nähe des Zusammenflusses von Río Uruguay und Río Paraná. Bei einem Landgang am 2. Februar werden die meisten der Spanier von Indios getötet. Der 14-jährige Schiffsjunge Francisco del Puerto überlebt und lebt zehn Jahre bei den Indios, bis er von einer weiteren spanischen Expedition gefunden wird.

## Geboren

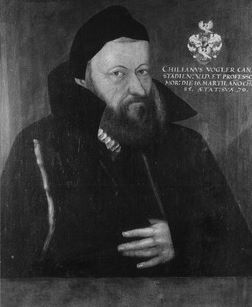
Kilian Vogler; * 18. Februar

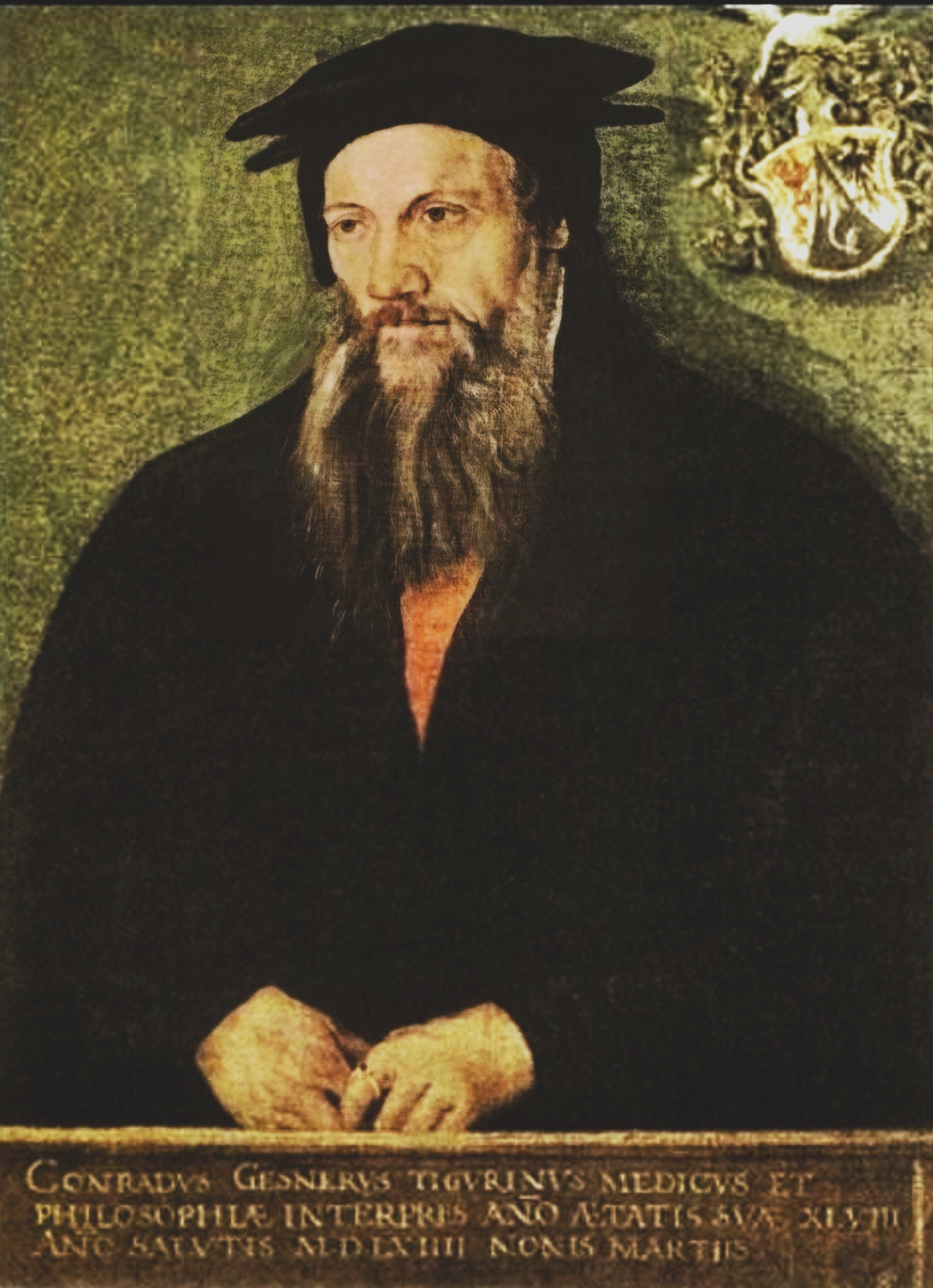
Conrad Gessner; * 16./26. März

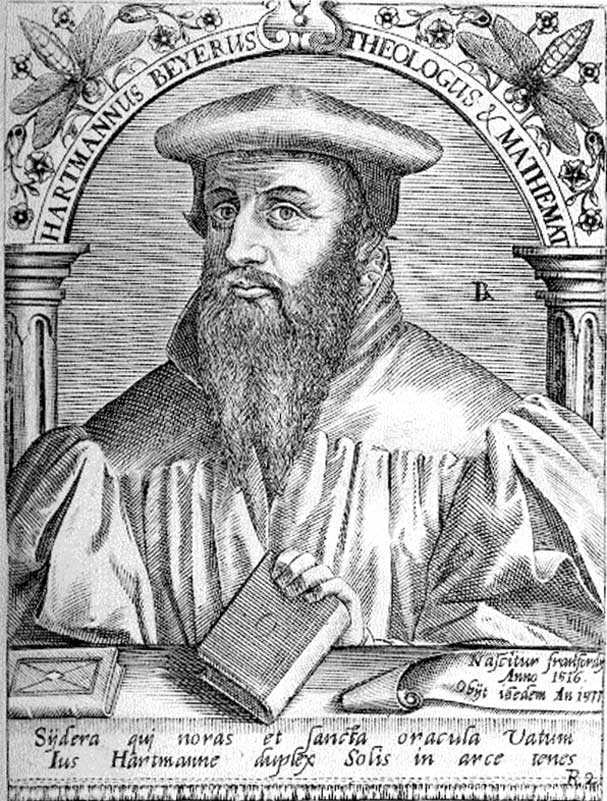
Hartmann Beyer; 30. September

### Geburtsdatum gesichert
- 02. Februar: Girolamo Zanchi, italienischer reformierter Theologe, Konfessionalist und Reformator († 1590)
- 18. Februar: Kilian Vogler, deutscher Philosoph, Jurist und Hofgerichtsassessor sowie Professor und Rektor an der Universität Tübingen († 1585)
- 16./26. März: Conrad Gessner, Schweizer Arzt, Naturforscher und Altphilologe († 1565)
- 23. April: Georg Fabricius, protestantischer deutscher Dichter, Historiker und Archäologe († 1571)
- 16. Mai: Guglielmo Gratorolo, italienischer Alchimist und Arzt († 1568)
- 29. Juni: Rembert Dodoens, flämischer Botaniker und Arzt († 1585)
- 10. August: Johann Habermann, deutscher lutherischer Theologe, Erbauungsschriftsteller und Hebraist († 1590)
- 13. August: Hieronymus Wolf, deutscher Humanist und Philologe, Begründer der deutschen Byzantinistik († 1580)
- 08. September: Adam Siber, deutscher Humanist und Pädagoge († 1584)
- 09. September: Francesco Robortello, italienischer Humanist, Wissenschaftstheoretiker und Herausgeber († 1567)
- 30. September: Hartmann Beyer, deutscher Mathematiker, Theologe und Reformator († 1577)
- 05. November: Martin Helwig, deutscher Kartograf und Pädagoge († 1574)
- 09. Dezember: Modestinus Pistoris, deutscher Rechtsgelehrter, Stadtrichter sowie Bürgermeister von Leipzig († 1565)

### Genaues Geburtsdatum unbekannt
- Giorgio Biandrata, italienischer Arzt, Diplomat und Begründer der unitarischen Kirchen in Polen und Siebenbürgen († 1588)
- Matthaeus Collinus, böhmischer Humanist († 1566)
- Wolf von Kötteritz, deutscher Jurist und Politiker († 1575)

- Franz Kram, deutscher Jurist und kurfürstlich sächsischer Kanzler († 1568)
- André Thevet, französischer Forscher und Schriftsteller († 1592)

- Jan van Utenhove, flämischer Humanist und reformierter Theologe († 1566)

- Bernhard Walther, deutscher Rechtsgelehrter, Professor und innerösterreichischer Regierungskanzler († 1584)

### Geboren um 1516
- zwischen 24. Februar 1515 und 24. Februar 1516: Johann Weyer, deutscher Arzt und Gegner der Hexenverfolgung († 1588)

- Realdo Colombo, italienischer Anatom und Chirurg († 1559)
- Cyriacus Lindemann, deutscher Pädagoge († 1568)

- Volkwin Weigel, hessischer Mathematiker und Arzt († 1579)

- 29. Juni 1516/1517: Rembert Dodoens, flämischer Botaniker und Arzt († 1585)
- 1516/1517: Germain Vaillant de Guélis, französischer Jurist, katholischer Geistlicher, Bischof von Orléans und Altphilologe († 1587)

## Gestorben

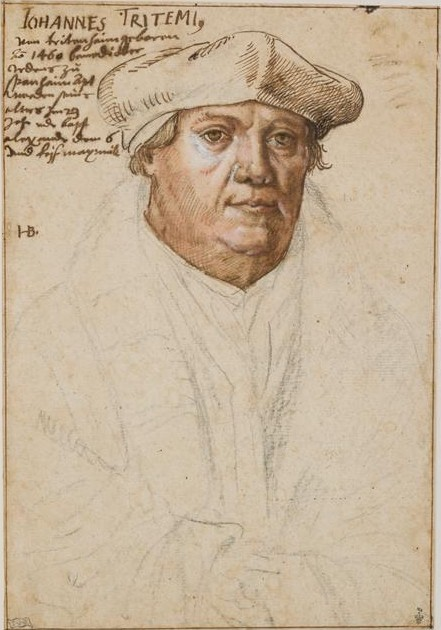
Johannes Trithemius; † 13. Dezember

### Todesdatum gesichert
- 2. Februar: Juan Díaz de Solís, spanischer Seefahrer und Entdecker (* 1470)
- 23. August: Nicolaus Celer, deutscher Theologe und Rektor der Universität Leipzig
- 13. Dezember: Johannes Trithemius, Abt im Kloster Sponheim, vielseitiger Gelehrter und Humanist (* 1462)

### Genaues Todesdatum unbekannt
- Kilian Reuter, deutscher Humanist und Dramatiker (* vor 1480)

- Johannes Scheyring, Rektor der Universität Leipzig und Domherr in Magdeburg und Halberstadt (* 1454)